# Johannes von Rhede
Johannes von Rhede (* im 13. Jahrhundert; † im 14. Jahrhundert) war Domherr in Münster.

## Leben
Johannes von Rhede, Spross des westfälischen Adelsgeschlechts Rhede, war der Sohn des Ritters Werner von Rhede. Er war Kanoniker im Kollegiatstift St. Johann in Osnabrück und fand am 19. Juni 1299 als Domherr zu Münster urkundliche Erwähnung. Zusammen mit seinem Bruder Werner zählte er zu den wichtigsten Anhängern des Domdechanten Lutbert von Langen im Kampf gegen Bischof Otto von Rietberg. Dieser wurde nach dem vom Domkapitel angestrebten Prozess vom Kölner Erzbischof abgesetzt.